# Grundlinienspiel
Unter dem Grundlinienspiel (englisch groundstroke) versteht man im Tennis eine Spielvariante, bei der man vorzugsweise Bälle im Bereich der Grundlinie, der hinteren Begrenzungslinie des Tennisplatzes, die sich parallel zum Netz befindet, schlägt. Es bildet einen Gegensatz zum Serve-and-Volley-Spiel.

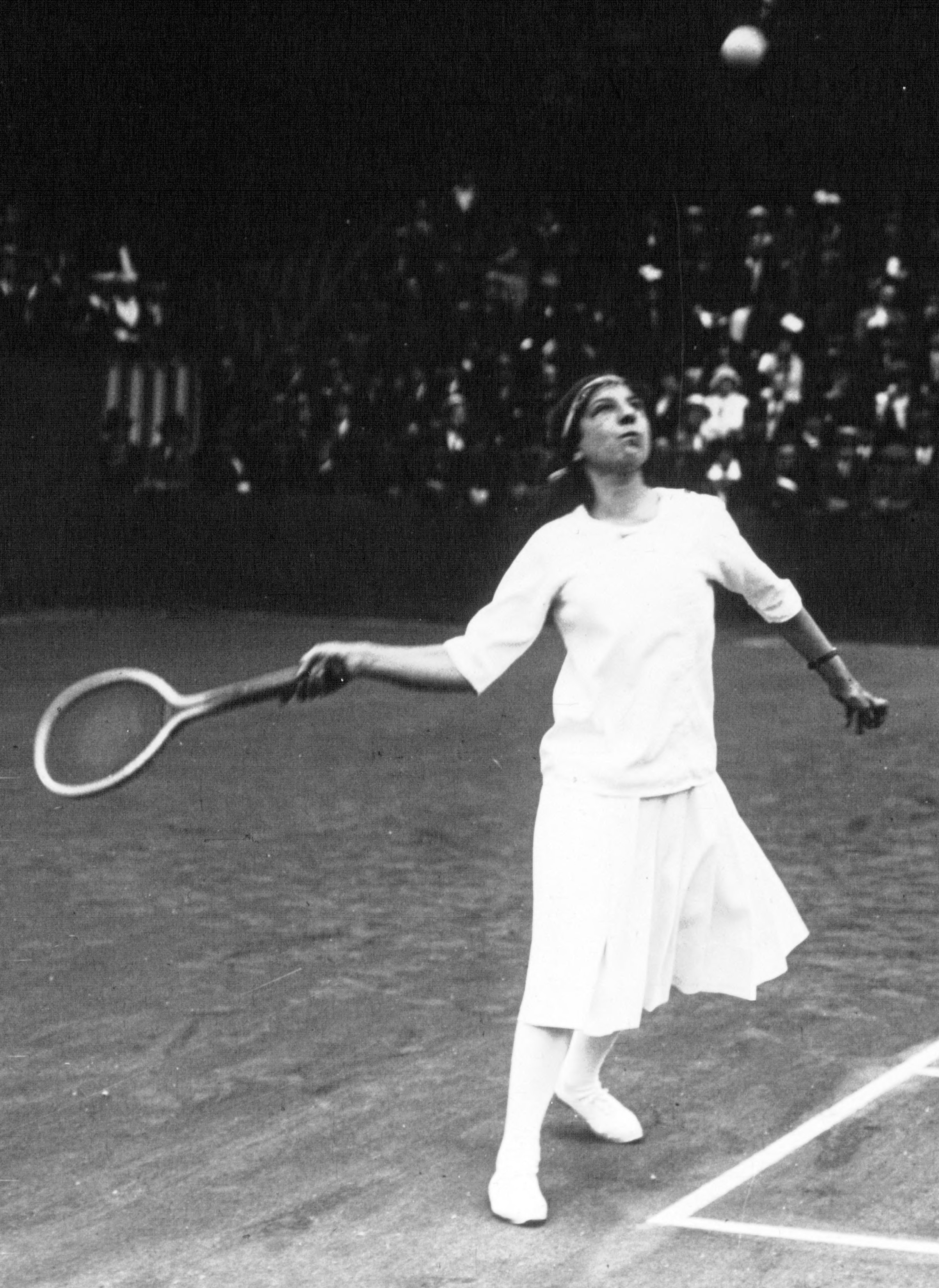
Suzanne Lenglen beim Grundlinienspiel 1914

Früher wurde das Grundlinienspiel eher als defensive Spielweise bezeichnet, bei der man versucht, den Ball lange im Spiel zu halten und auf einen unerzwungenen Fehler (englisch unforced error) des Gegners wartet. Im modernen Tennis dominiert das Grundlinienspiel, das durch eine hohe Schlaggeschwindigkeit, gute Platzierung des Balles und Präzision zu sogenannten erzwungenen Fehlern (englisch forced errors) zwingt. Das Grundlinienspiel umfasst zahlreiche Varianten.

## Ballannahme

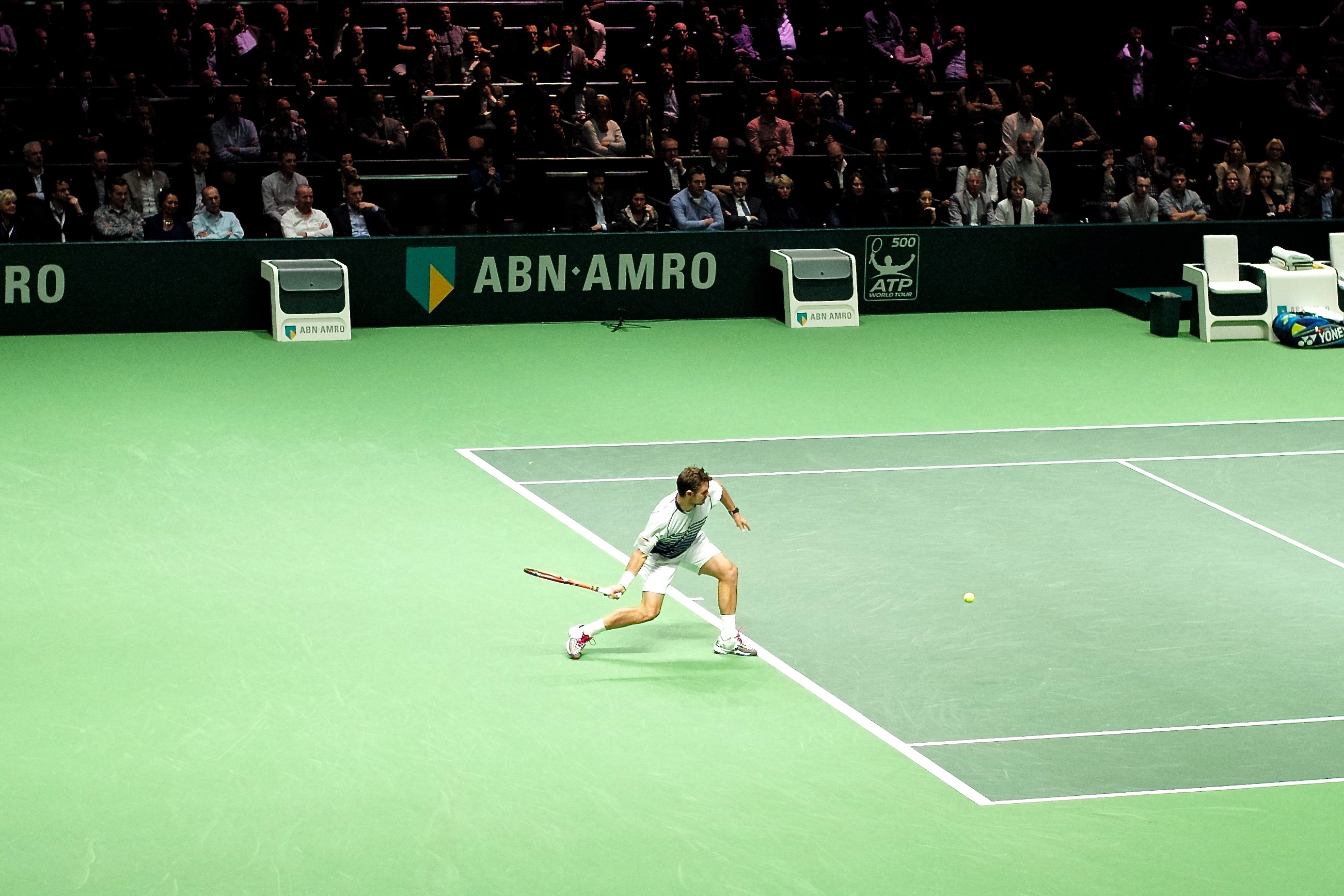
Stan Wawrinka beim Grundlinienspiel 2015

Bei der Ballannahme ist die Entfernung zur Grundlinie ein wichtiger Aspekt. Man kann nahe oder weit hinter der Grundlinie stehen, beziehungsweise vor der Grundlinie. Steht man kurz hinter der Grundlinie kann der Ball bei Ballwechseln, bei denen der Ball kurz vor der Grundlinie auf dem Boden auftrifft, im Sinne eines Halbvolleys zurückgespielt werden. Das erfordert ein präzises Timing, hat aber den Vorteil, dass man dem Gegner nicht viel Zeit gibt, den zurück geschlagenen Ball zu retournieren. Steht man hingegen weit hinter der Grundlinie, hat man selbst, wie auch der Gegner viel mehr Zeit, den ankommenden Ball zurückzuschlagen. Je nach Position ändert sich die Ballstrecke, die der Ball fliegen soll, so dass die Schlagkraft beziehungsweise der Spin entsprechend angepasst werden muss. Würde man beispielsweise einen Ball drei Meter hinter der Grundlinie genauso spielen, wie von der Grundlinie aus, würde er zu kurz fliegen. 
Im hinteren Teil des Spielfelds ist die Antizipation entscheidend. Man muss die Bewegungen des Gegners „lesen“, um frühzeitig auf seinen Antwortball reagieren zu können. Dies gilt besonders für den Aufschlag des Gegners. Je weiter hinten man steht, umso größer kann der Laufweg für den Return werden. Beim Chip-and-Charge steht man an der Grundlinie und antwortet als Rückschläger auf den Aufschlag direkt mit einem Angriffsball (chip) und rückt anschließend sofort ans Netz auf (charge). Dort versucht man, per Volley den Ballwechsel zu entscheiden. 
Bei den hohen Aufschlaggeschwindigkeiten der Topspieler kann oftmals der Return nur noch durch ein Blocken des Balles zurückgespielt werden. Dies erfordert ein großes Ballgefühl, um den Return platziert zurückspielen zu können.

## Platzierung
Es dominieren cross (diagonal) geschlagene Bälle (sogenannte Rückhand- oder Vorhandralleys). Der Wechsel zu einem Longlineball, der parallel zur Außenlinie fliegt, ist schwierig, da der Auftreffwinkel des Balles im Tennisschläger den Richtungswechsel präzise vollziehen muss. Dabei hat man wenig Reserven, wenn der Ball nicht seitlich ins „Aus“ fliegen soll. Die Flugstrecke ist kürzer, als die eines cross geschlagenen Balls, weshalb die Schlagkraft beziehungsweise der Spin entsprechend angepasst werden muss. Trainiert wird dies nach dem „Hosenträgerprinzip“: Ein Spieler spielt jeden Ball cross, während der andere Spieler jeden Ball longline spielt und umgekehrt. Untervarianten sind hier der Inside-In-Ball und der Inside-Out-Ball. Dabei wird der Ball umlaufen, um einen Rückhandball als Vorhandball zu schlagen. Der Inside-In-Ball entspricht einem Longline-Ball, der Inside-Out-Ball einem cross geschlagenen Ball. Es kann auch wirkungsvoll sein, bei den genannten Rallyes gegen die Laufrichtung des Gegners zu spielen.
Eine weitere Variante ist, den Ball kurz cross zu schlagen, um das Feld weit zu öffnen, da der Gegner weit nach außen laufen muss und eine lange Wegstrecke zum ins freie Feld geschlagenen Ball, zurückzulaufen hat.
Gute Grundlinienspieler platzieren ihre Bälle mit einem Sicherheitsabstand – meist einen Meter – zu den Begrenzungslinien, um Fehler zu vermeiden.

## Schlagvarianten

Topspin

Slice

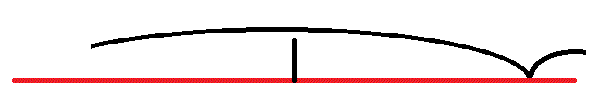
Drive

Durch einen mit Topspin geschlagenen Ball kann eine sehr hohe Ballgeschwindigkeit erreicht werden, ohne dass der Ball hinter der gegnerischen Grundlinie ins „Aus“ fliegt. Dies wird durch den Vorwärtsdrall des Balles bewirkt. Durch die hohe Flugkurve wird die Gefahr reduziert, den Ball ins Netz zu schlagen. Ebenso springt der Ball nach dem Auftreffen beim Gegner hoch ab, was den Rückschlag erschwert, wenn er nicht mittels Halbvolley, wie oben beschrieben, früh genommen wird. Zum Repertoire gehört auch der Mondball, mit dem das Tempo aus dem Spiel genommen werden soll.
Durch einen mit Slice geschlagenen Ball beschreibt der Ball eine sehr flache Flugkurve und springt beim Gegner flach ab. Dadurch wird der Gegner gezwungen, den Ball in tiefer Kniebeuge zu retournieren.
Der Wechsel der Ballrotation von Topspin zu Slice und umgekehrt, ist eine weitere Schwierigkeit, die eine hohe Schlagpräzision erfordert, denn im Auftreffpunkt im Schläger muss der restliche Drall des Balles gegebenenfalls in einen entgegengesetzten Drall umgewandelt werden.
Ferner kann der Ball angeschnitten werden, wodurch er nach dem Aufsprung im gegnerischen Feld in seiner Flugkurve seitlich abweicht. Der angeschnittene Drall macht sich auch beim Rückschlag bemerkbar, da der Ball mit dem verbliebenen Drall im Schläger auftrifft.
Beim Drive wird der Ball nur mit einer leichten Aufwärtsbewegung des Schlägers geschlagen. Durch diese Schlagart erhält der Ball maximales Tempo, jedoch nur wenig oder gar keinen Spin und fliegt flach über das Netz. Er ist dadurch eher fehlerbehaftet.

## Laufstrecke
Bei langen Grundlinienduellen steigt die Laufstrecke während eines Ballwechsels. Insbesondere auf Sandplätzen verlängert sie die Ballwechsel erheblich. Lange Laufstrecken erfordern eine hohe Kondition bei den Spielern, die sowohl bei hohen Außentemperaturen, als auch bei Matches über fünf Sätze große Anforderungen an die Spieler stellt.

## Angriffsball
Wird der Ball vom Gegner nicht weit genug geschlagen, kann auf einen kürzeren Ball entweder ein Angriffsball durchgeführt werden, mit dem man an das Netz vorrückt, um den Ballwechsel mit einem Volley zu beenden, oder ein Stoppball gespielt werden.